# Castello Tesino
Castello Tesino là một đô thị tại tỉnh Trento trong vùng Trentino-Alto Adige/Südtirol, có vị trí khoảng 40 km về phía đông của Trento. Tại thời điểm ngày 31 tháng 12 năm 2004, đô thị này có dân số 1.443 người và diện tích là 112,7 km².
Đô thị Castello Tesino có các frazioni (subdivisions, mainly villages and hamlets) Coronini, Lissa and Roa.
Castello Tesino giáp các đô thị: Canal San Bovo, Pieve Tesino, Scurelle, Cinte Tesino, Lamon, Grigno, and Arsiè.